# Соловйове (заказник)
Соловйове — загальнозоологічний заказник місцевого значення. Об'єкт розташований на території Овруцького району Житомирської області, ДП «Овруцьке ЛГ», Піщаницьке лісництво, кв. 20, 24, 25, 26, 29—33, 36—41.
Площа — 1445 га, статус отриманий у 2003 році.